# Minilimosina vixa
Minilimosina vixa är en tvåvingeart som beskrevs av Marshall 1985. Minilimosina vixa ingår i släktet Minilimosina och familjen hoppflugor. Inga underarter finns listade i Catalogue of Life.